# Alex Hay
Alex Galloway Hay (Edinburgh, 10 mei 1933 – 11 juli 2011) was een golfprofessional en -referee uit Schotland.

## Golfcarrière
Hay zat op de Musselburgh Grammar School. Samen met Ben Sayers leerde hij golfclubs maken en werd assistant van Bill Shankland. Hij werd in 1952 professional en werkte op East Herts and Dunham Forest en daarna op de Ashridge Golf Club. In 1977 werd hij de pro op de Woburn Golf Club, en in 1986 manager. De club ontving in die jaren onder meer zestien keer de British Masters.

## Commentator
Alex Hay schreef ook over golf en was van 1978 tot en met 2004 sportcommentator van de BBC, samen met Peter Alliss. Hij begon met het Brits Open van 1978, dat werd gewonnen door Jack Nicklaus, en verzorgde het commentaar 26 jaar lang. Zijn stem was door het Musselburgh-accent duidelijk herkenbaar. Hij werd daarom ook wel de "Voice of Golf" genoemd. Hay is ook referee bij de Ryder Cup geweest.
In 2004 werd Hays contract door de BBC niet verlengd, hoewel Allis in zijn autobiografie (My Life) beschrijft hoe hij heeft geprobeerd de BBC op andere gedachten te brengen.